# Phosphatase alcaline
Pour les articles homonymes, voir Pal.
Les phosphatases alcalines (PAL) sont des hydrolases qui  clivent une liaison phosphoester en libérant un groupe hydroxyle et un phosphate. Ces enzymes catalysent la réaction :
monoester de phosphate + H2O  {\displaystyle \rightleftharpoons }  alcool + phosphate.
Elles ont une faible spécificité de substrat et sont capables de cliver les groupes phosphate de nombreuses molécules, telles que des nucléotides et des protéines. Ce processus est appelé déphosphorylation. Comme le suggère son nom, l'activité catalytique de la phosphatase alcaline est optimale en milieu basique (pH > 7).
Les PAL sont présentes chez de nombreux organismes, des bactéries aux humains, ce sont des enzymes fréquemment utilisées dans les analyses médicales et dans le domaine de la recherche.

## Biologie
La phosphatase alcaline animale est une métalloglycoprotéine dimérique utilisant le zinc comme cofacteur. Chez les animaux, humains y compris, la PAL est présente dans tous les tissus de l'organisme, mais est particulièrement concentrée dans le foie, les voies biliaires, le rein, les os et le placenta. 

Il existe chez l'humain, comme pour la plupart des mammifères, plusieurs isoenzymes de la PAL, chacune étant codée par un gène différent :
- un gène, dit non spécifique de tissus, est exprimé dans divers tissus tels que le foie, les os et les reins,
- un gène code l’isoenzyme de la fraction intestinale,
- un gène code l’isoenzyme de la fraction placentaire,
- un gène code l’isoenzyme de la fraction germinale[2].

Les PAL sont liées aux membranes cellulaires. Leurs fonctions sont mal connues. On sait qu'elles sont impliquées dans le transport de métabolites à travers les membranes : dans l'intestin, elles contrôlent l'homéostasie et la flore intestinale, dans le foie elles permettent la formation de bile en contrôlant la fonction biliaire.

## Utilisation dans les analyses médicales

### Activité PAL sérique physiologique
Les phosphatases alcalines sont normalement présentes dans le sang, et sont en partie éliminées par la bile. À jeun, le sérum contient essentiellement de la PAL hépatique. La PAL d'origine intestinale augmente en période post-prandiale. La PAL d'origine osseuse est présente chez l'enfant prépubertaire et celle d'origine placentaire chez la femme enceinte, surtout au 2e et au 3e trimestre de la grossesse.
Les valeurs usuelles de l'activité PAL se situent entre 25 et 80 UI·l-1. Ces valeurs seront physiologiquement plus élevées chez les femmes enceintes (car des isoformes des PAL sont présentes dans le placenta) et allaitantes, ainsi que chez les jeunes (car des isoformes des PAL sont présentes au niveau osseux, il est donc normal de voir augmenter leur activité en période de croissance osseuse). Les valeurs sont plus élevées à partir de 65 ans en particulier chez la femme et chez les sujets des groupes sanguins B,0 sécréteurs, en particulier si le dosage n'est pas fait à jeun.
La mesure de l’activité PAL sérique ne permet pas de différencier les différentes isoformes. À l’état physiologique (hors croissance et gestation), la moitié de l’activité PAL sérique est d’origine hépatique.

### Activité PAL sérique anormale

#### Augmentation de l'activité
Une augmentation de l'activité PAL sérique est observée au cours
- de toutes les maladies du foie, mais en particulier et de manière prononcée au cours des maladies cholestatiques qu'elles soient intrahépatiques (cirrhose biliaire primitive - CBP, cholangites sclérosantes - SC) ou extrahépatiques (calculs, tumeurs)[3]. Les canalicules biliaires n'étant délimités que par des travées hépatocytaires et des capillaires sinusoïdes qui permettent des échanges entre le tissu hépatique et le sang circulant, lors de maladie cholestatique, le contenu du stock de bile (notamment les acides biliaires et les PAL) n'est pas déversé dans le duodénum mais passe directement et en continu dans le sang. L'activité des PAL hépatiques et la concentration en acides biliaires augmentent alors dans le sang. La synthèse des PAL hépatocytaires est induite par l'augmentation de la concentration en acides biliaires dans le sérum et dans le foie, due à la cholestase. L'activité PAL augmente alors dans le sérum[2]. Au cours de la CBP et des SC, l'activité sérique des PAL est un marqueur pronostique et un témoin de réponse favorable au traitement par l'acide ursodésoxycholique ;
- des maladies osseuses (tumeurs et métastases osseuses, maladie de Paget), consolidations de fractures, ostéomalacie, arthrose et rachitisme ;
- de traitements corticoïdes sur plusieurs jours.

#### Diminution de l'activité
Une diminution de l'activité PAL sérique est observée en cas de :
- hypothyroïdie ;
- insuffisance hépatique sévère;
- anémies sévères ;
- scorbut ;
- malnutrition ;
- chondrocalcinose.

## Utilisation dans le domaine de la recherche
La principale utilisation de la phosphatase alcaline en recherche réside dans le retrait d'un phosphate pour prévenir les autoligations.
Chez les bactéries, la PAL est localisée dans l'espace périplasmique.